# Óxido de ferro(II)
Óxido de ferro(II) ou óxido ferroso é o composto inorgânico com a fórmula FeO. Sua forma mineral é conhecida como wüstita .  Um dos vários óxidos de ferro , é um pó de cor preta que às vezes é confundido com ferrugem , esta última consiste em óxido de ferro(III) hidratado (óxido férrico). O óxido de ferro(II) também se refere a uma família de compostos não estequiométricos relacionados , que são tipicamente deficientes em ferro com composições que variam de Fe 0,84 O a Fe 0,95 O.

## Preparação
[ editar fonte ]
FeO pode ser preparado pela decomposição térmica de oxalato de ferro(II) .
FeC2O4 → FeO + CO2 + CO
O procedimento é realizado sob atmosfera inerte para evitar a formação de óxido de ferro (III) ( Fe 2 O 3 ). Um procedimento semelhante também pode ser usado para a síntese de óxido manganoso e óxido estanoso . 
O FeO estequiométrico pode ser preparado aquecendo Fe 0,95 O com ferro metálico a 770 °C e 36 kbar. 

## Reações
[ editar fonte ]
O FeO é termodinamicamente instável abaixo de 575 °C, tendendo a ser desproporcional ao metal e ao Fe 3 O 4 : 
4 FeO → Fe + Fe3O4

## Estrutura
[ editar fonte ]
O óxido de ferro (II) adota a estrutura cúbica de sal-gema, onde os átomos de ferro são coordenados octaedricamente por átomos de oxigênio e os átomos de oxigênio são coordenados octaedricamente por átomos de ferro. A não estequiometria ocorre devido à facilidade de oxidação de Fe II para Fe III , substituindo efetivamente uma pequena porção de Fe II por dois terços de seu número de Fe III , que ocupam posições tetraédricas na rede de óxido compactada. 
Em contraste com o sólido cristalino, no estado fundido os átomos de ferro são coordenados predominantemente por 4 ou 5 átomos de oxigênio. 
Abaixo de 200 K há uma pequena alteração na estrutura que muda a simetria para romboédrica e as amostras tornam-se antiferromagnéticas . 

## Ocorrência na natureza
[ editar fonte ]
O óxido de ferro(II) compõe aproximadamente 9% do manto terrestre . Dentro do manto, ele pode ser eletricamente condutor, o que é uma possível explicação para perturbações na rotação da Terra não contabilizadas pelos modelos aceitos das propriedades do manto. 

## Usos
[ editar fonte ]
O óxido de ferro(II) é usado como pigmento . É aprovado pela FDA para uso em cosméticos e é usado em algumas tintas de tatuagem . Também pode ser usado como removedor de fosfato de aquários domésticos.